# Honingklier

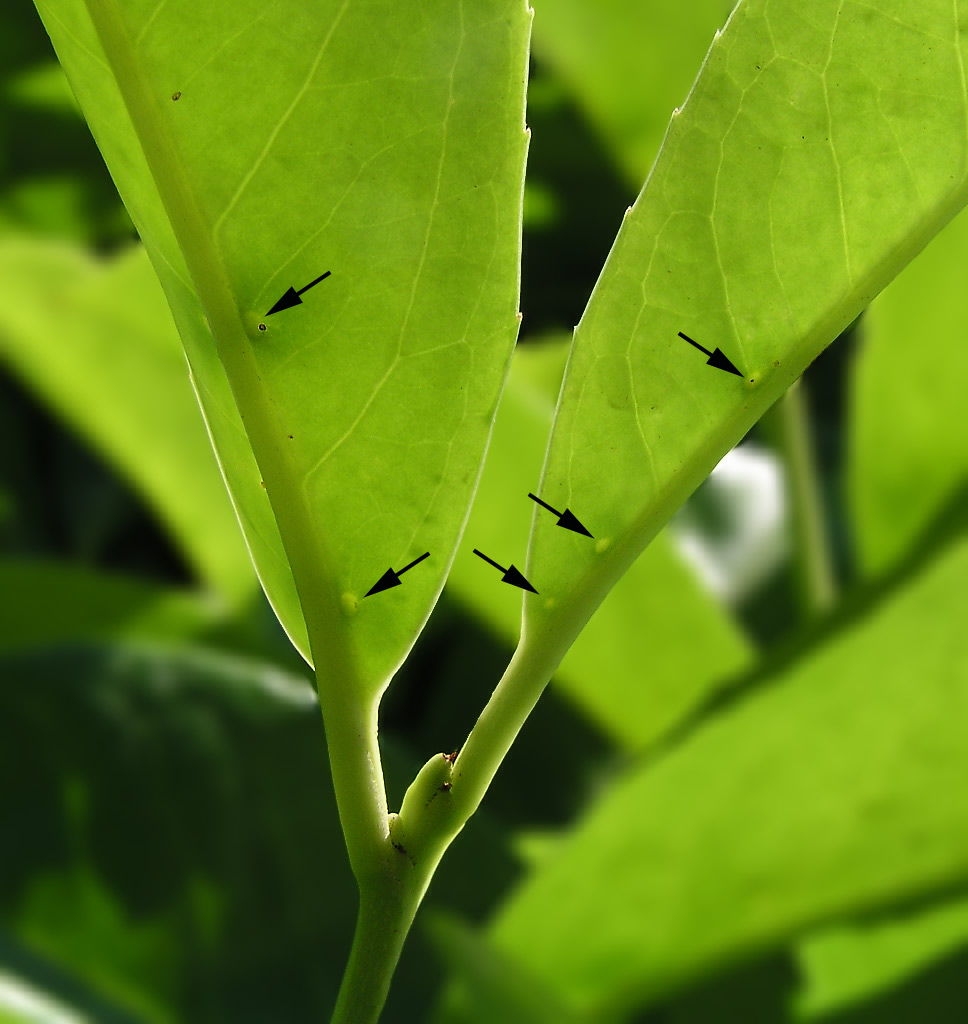
Honingklieren op het blad van een laurierkers

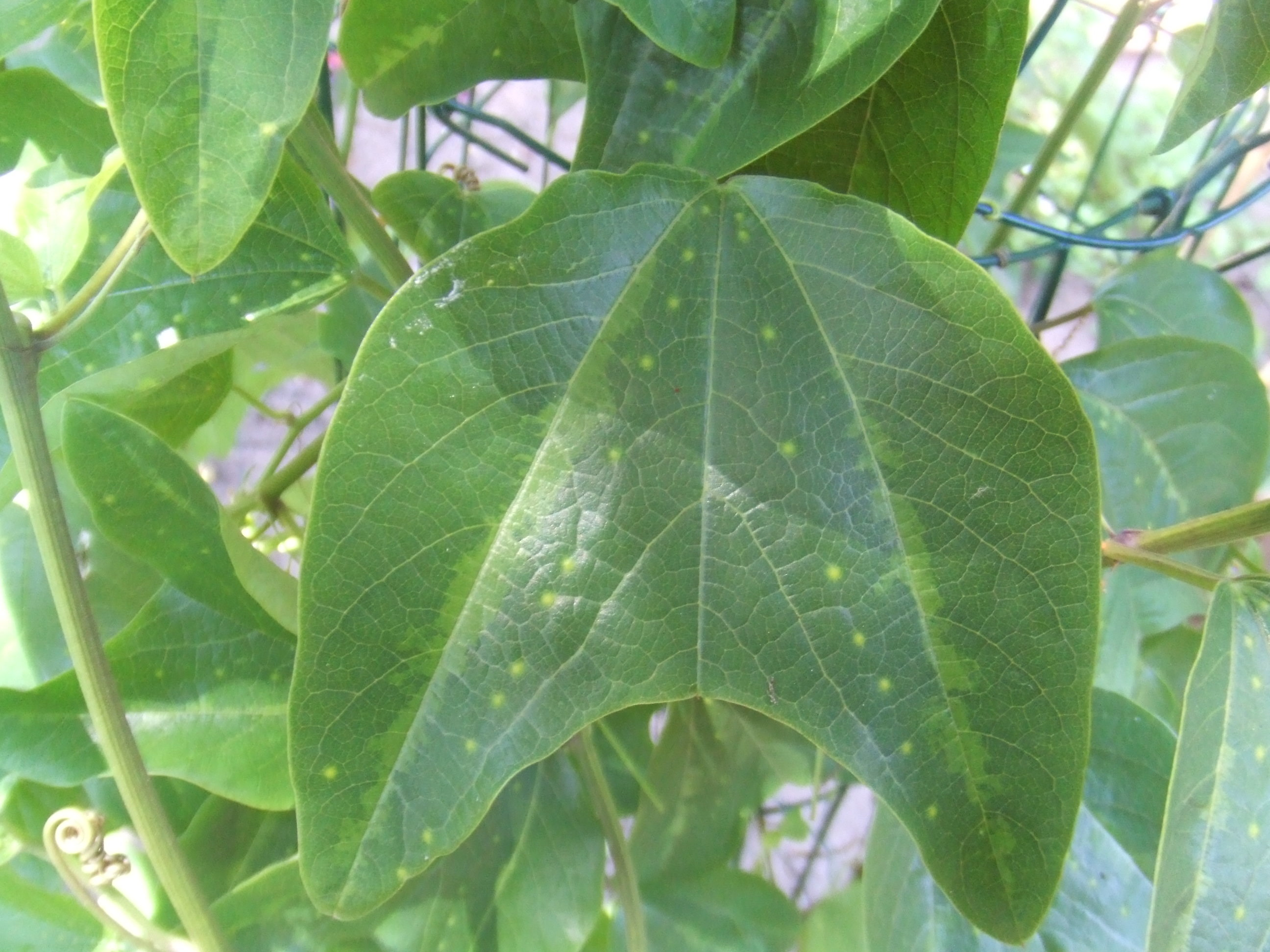
Honingklieren op het blad van Passiflora jorullensis

Een honingklier (ook nectarklier of nectarium genoemd; meervoud: nectariën; de term honingklier wordt door sommigen als incorrect beschouwd) is een klierhaar van een plant waarin nectar wordt uitgescheiden. Er wordt onderscheid gemaakt tussen florale nectarklieren, die binnen de bloem liggen en extraflorale nectarklieren, die buiten de bloem liggen.

## Florale nectarklieren
Vrijwel alle delen van bloemen kunnen in nectarklieren veranderd zijn. Meestal zitten de nectarklieren goed beschut in de bloem, zodat insecten ze alleen via een bepaalde weg kunnen bereiken. Hierdoor komen de bestuivers in aanraking met de meeldraden en de stempel, waardoor bestuiving optreedt. 
De buitenste meeldraden van wildemanskruid zijn gemodificeerd tot nectarklieren en produceren nectar en geen stuifmeel. Bij Hibiscus en stokroos zitten de nectarklieren op de bovenkant van de kelkbladeren. Ook kroonbladeren kunnen nectarklieren bezitten of helemaal in nectarklieren veranderen.
Veel plantensoorten in de leliefamilie hebben nectarklieren op het vruchtbeginsel.
Bij soorten uit het geslacht Prunus komen nectarklieren voor op de schotelvormige bloembodem.
Bij een aantal plantensoorten heeft de bloemkroon een nectarklier die uitloopt in een spoor, waarin nectar wordt verzameld.
Spoorvormige nectarklieren komen onder andere voor bij akelei, orchideeën, viooltjes en vlasbekje.

## Extraflorale nectarklieren
Er zijn ook planten met extraflorale nectarklieren. Deze kunnen voorkomen op schutbladeren, steunblaadjes, bladstelen en bladeren. Deze functioneren vaak als aantrekking en beloning voor mieren en wespen, die de plant vervolgens beschermen tegen plaaginsecten.
Extraflorale nectarklieren komen onder andere voor bij wikkesoorten (op de steunblaadjes) en bij passiebloemen, waarbij de aangetrokken mieren en wespen de planten beschermen tegen rupsen van vlinders uit het geslacht Heliconius.